# Franz Xaver Keiser
Franz Xaver Keiser (* 2. Januar 1780 in Zug; heimatberechtigt ebenda; † 21. März 1855 ebenda) war ein Zuger Tagsatzungsgesandter und Landammann. Er war „einer der führenden Zuger Sonderbundspolitiker der älteren Generation“.

## Leben und Wirken
Franz Xaver Keiser war Sohn des Uhrmachers Johann Franz Keiser und der Josefa Schell. Er besuchte kurze Zeit die Schule und machte eine Lehre als Uhrmacher. Nach einem Aufenthalt in Augsburg wurde er Uhrmacher und Spezereihändler in seiner Heimatstadt. Katharina, Tochter des Händlers Johann Kaspar Suter, wurde seine erste Ehefrau. In zweiter Ehe heiratete Keiser Katharina Helena, Tochter des Uhrmachers, Apothekers, Spezereihändlers und Ratsherrn Martin Anton Müller. Dank dieses Schwiegervaters gelang ihm wohl der Aufstieg aus einfachsten Verhältnissen.
Keiser war von 1811 bis 1815 städtischer Säckelmeister. Er war von 1814 bis 1820 Landrat und anschliessend bis 1847 Kantonsrat. Als Ultrakonservativere wurde er dreimal zum Landammann gewählt, von 1834 bis 1836, von 1838 bis 1840 und von 1842 bis 1844. Damit war die Macht der Konservativen im Kanton Zug seinerzeit gefestigt. Zwischenzeitlich war Keiser von 1836 bis 1838 Gesandter zur Tagsatzung und 1840 bis 1842 Zuger Stadtpräsident. Von 1846 bis 1847 fungierte er als Statthalter und Mitglied der ausserordentlichen Regierungskommission. Als sonderbündischer Kriegsrat wurde Keiser in den Hochverratsprozess verwickelt.

## Belege
1. 1 2 3  Renato Morosoli: Franz Xaver Keiser. In: Historisches Lexikon der Schweiz.  30. November 2004.

| Personendaten    | Personendaten                             |
| ---------------- | ----------------------------------------- |
| NAME             | Keiser, Franz Xaver                       |
| KURZBESCHREIBUNG | Zuger Tagsatzungsgesandter und Landammann |
| GEBURTSDATUM     | 2. Januar 1780                            |
| GEBURTSORT       | Zug, Schweiz                              |
| STERBEDATUM      | 21. März 1855                             |
| STERBEORT        | Zug, Schweiz                              |